# Domingo Herrero Sebastián
Domingo Herrero Sebastián (Titaigües, 1821 - Castelló de la Plana, 1895) fou un advocat i polític valencià, alcalde de Castelló i diputat a les Corts Espanyoles durant la restauració borbònica.

## Biografia
Es llicencià en dret, filosofia i ciències a la Universitat de València, i fou catedràtic de matemàtiques de l'Institut de Castelló de 1846 a 1892. Participà en política i durant el sexenni democràtic es mostrà partidari de la restauració borbònica i un cop es produí aquesta milità en el Partit Conservador, amb el que fou nomenat alcalde de Castelló de la Plana d'abril de 1876 a febrer de 1877 i diputat pel districte de Castelló a les eleccions generals espanyoles de 1879. A les eleccions de 1881 va formar part de la facció de Francisco Romero Robledo i va perdre l'escó, que va recuperar a les eleccions generals espanyoles de 1884. De 1890 a 1893 tornà a ser regidor de l'ajuntament de Castelló, on s'enfrontà als cacics de l'antiga Unió Liberal (coneguts com el cossi).